# Yintai
Der Stadtbezirk Yintai (印台区,  Yìntái Qū) ist ein chinesischer Stadtbezirk der bezirksfreien Stadt Tongchuan im Zentrum der Provinz Shaanxi. Er hat eine Fläche von 609,2 Quadratkilometern und zählt 133.940 Einwohner (Stand: Zensus 2020).
Im Stadtbezirk befinden sich die Überreste des Yuhua-Palastes (玉华宫遗址, Yùhuá gōng yízhǐ) und die Song-zeitliche Zhongxing-Pagode (重兴寺塔, Zhòngxìng sì tǎ), die auf der Liste der Denkmäler der Volksrepublik China stehen.

## Administrative Gliederung
Auf Gemeindeebene setzt sich der Stadtbezirk aus zwei Straßenvierteln, sieben Großgemeinden und zwei Gemeinden zusammen. 